# Susanne Gottberg
Susanne Margareta Gottberg, född 16 mars 1964 i Ekenäs, är en finländsk konstnär. 
Gottberg genomgick Västra Nylands folkakademi 1982–1984 och Bildkonstakademin 1984–1989. Hon debuterade i Helsingfors 1989. Från sina tidigare mörkstämda arbeten i vilka ljuset ändå alltid behandlats på något sätt, övergick hon mot närvaron av ljus. Ett tema på hennes utställning 2004 var bländningen, överflödet av ljus, att göras blind, att inte kunna se på grund av för mycket ljus, så att ljus och mörker sammanfaller, att se och inte se på två olika sätt. 
Gottbergs arbeten, ofta i serier på flera delar, karakteriseras av ett tekniskt omsorgsfullt utförande. Hon använder sig av en lasurteknik, ett slags skiktmåleri där tunna lasurskikt skapar den speciella ytglansen. Fotokonsten har haft betydelse för henne och hon har använt egna fotografier eller lånat förlagor från tidningsillustrationer eller filmer för sina målningar, som främst handlar om tankar och funderingar kring bilden och bildens ursprung. Psykologiskt laddade drömsyner, spegelbilder, löpare, nakna träd, enskilda hus och broar ingår i hennes motivkrets och djupsinniga konst. I sin grafik, som tillkommer i samarbete med grafikverkstaden Himmelblau i Tammerfors, återkommer hon till samma motiv som i sitt måleri. 
Gottberg undervisade vid bildkonstskolan i Grankulla 1988–1997 och som timlärare vid Bildkonstakademin sedan 1997. Hon tilldelades 1991 Dukatpriset av Finska Konstföreningen, valdes 1994 till Årets unga konstnär i Tammerfors konstmuseum, var 1999 Helsingfors festspels konstnär i Amos Andersons konstmuseum och tilldelades 2005 pris från Marcus Collins minnesfond. Texterna till hennes utställningskataloger 2001 och 2002 skrevs av Tua Forsström och baserar sig på samtal med konstnären.